# Nicole Cooke
Nicole Cooke, född den 13 april 1983 i Swansea, Wales, är en brittisk tävlingscyklist som tog OS-guld i linjeloppet vid olympiska sommarspelen 2008 i Peking.